# Camden, Alabama
Camden là một thành phố thuộc quận Wilcox, tiểu bang Alabama, Hoa Kỳ. Dân số năm 2009 là 2144 người, mật độ đạt 198 người/km².